# Вирус любви
«Вирус любви» (англ. Get Over It) — романтическая комедия режиссёра Томми О’Хейвера.

## Сюжет
Выпускник Бёрк Ландерс встречается с красавицей Элисон, в которую был влюблен с пелёнок. Все считали их идеальной парой, и казалось, что это — любовь до гроба. Но Бёрк получает от ворот поворот, и вот уже Элисон видят в компании самого крутого парня — Страйкера (он участник бой-бэнда). Бёрк пребывает в ступоре от отчаяния. Все попытки друзей привести его в чувство проваливаются одна за одной, до тех пор, пока за дело всерьез не берется Келли, младшая сестра его лучшего друга. Они все четверо соглашаются на участие в школьном рок-мюзикле по Шекспиру «Сон в летнюю ночь». Дальше их отношения развиваются до премьеры мюзикла, на которой Бёрк понимает, кто из двух девушек ему действительно нужна. Концовку мюзикла немного переделывает сам Бёрк.

## В ролях
| Актёр               | Роль          |
| ------------------- | ------------- |
| Бен Фостер          | Бёрк          |
| Кирстен Данст       | Келли         |
| Мелисса Сейджмиллер | Элиссон       |
| Сиско               | Дэнни         |
| Эд Бегли-младший    | Фрэнк Ландерс |
| Шейн Уэст           | Страйкер      |
| Колин Хэнкс         | Феликс        |
| Зои Салдана         | Мэгги         |
| Мила Кунис          | Базин         |
| Кармен Электра      | Госпожа Мойра |

## Съёмочная группа
- Режиссёр — Томми О’Хейвер
- Продюсеры — Майкл Барнс, Марк Бутан
- Авторы сценария — Р. Ли Флеминг мл.
- Композитор — Стив Бартек
- Оператор — Мариза Альберти
- Монтаж — Джефф Бетанкур

## Кассовые сборы
- сборы в США $11 576 464
- сборы в мире + $8 323 902 = $19 900 366
- зрители США 2.15 млн.
- зрители Испания 154.68 тыс.
- зрители Германия 147.37 тыс.
- премьера (мир) 9 марта 2001
- премьера (РФ) 9 августа 2001
- рейтинг MPAA — PG-13